# 三浦政基
三浦 政基（みうら まさき、1949年11月17日 - ）は、宮崎県児湯郡都農町出身の元プロ野球選手（投手）・コーチ、解説者。

## 経歴
日向工業高校卒業後の1968年にトヨタ自動車へ入社するが、1年で退社して1969年に愛知学院大学へ進学。愛知大学リーグでは中京大の後塵を拝し、在学中2位4回にとどまり優勝には届かなかった。1学年下に小林秀一投手がいた。
1972年春季には敢闘賞を受賞し、リーグ通算28試合登板で8勝5敗を記録。
同年のドラフト2位で東映フライヤーズに入団。
1973年から一軍で起用され、7月には初先発を果たす。同年は右オーバースローの小気味いいノーワインドアップ投法で、カーブを決め球に1完投を含む6勝を挙げ、その後も主に中継ぎとして活躍する。
1978年に中村国昭との交換トレードで、ヤクルトスワローズへ移籍。同年は元来の先発型からリリーフへのモデルチェンジに戸惑いながらも22試合に登板し、球団史上初のリーグ優勝に貢献する。
1979年は出番が減少する。
1980年に山下慶徳との交換トレードで、南海ホークスへ移籍。同年は中継ぎ要員としてフル回転し、自己最多の42試合に登板。一時は登板過多が祟って右肘痛に悩まされ、7月1日に二軍落ちしたが、1ヶ月後には一軍ベンチに復帰。8月29日の日本ハム戦（鴨池）では6回途中からマウンドに上がり、無死満塁のピンチに名取和彦をリリーフし、鍵谷康司・島田誠の犠飛で2点を失ったが、その後を抑えて同年の初セーブを記録。試合後に三浦は「いやあ、ドカベンがいいリードをしてくれた。柏原を三飛に打ち取ったシュートなんか、びっくりしたよ。あんないいリードされたらこっちは楽なもんですよ」と、バッテリーを組んだ後輩の香川伸行に華を持たせた。
1981年も貴重な中継ぎとして活躍し、5月6日の西武戦（西武）で2球投げただけでセーブを記録すると、6月4日の日本ハム戦（後楽園）では8-7でリードした9回表二死一塁から登板し、打者に対して初球を投げる前に一塁走者の井上晃二を牽制球でアウトにして0球セーブを記録。この試合では9回裏に日本ハムが二死後、トミー・クルーズが本塁打を放ち7-8と1点差につめ寄り、さらにトニー・ソレイタが右前安打したところで4番手に三浦が登板。三浦は打者の古屋英夫に投げる前に、ソレイタに代わる一塁走者の井上のリードが大きいの見て、牽制球でアウトにして見事ゲームセットとなった。前年の10月2日の阪急戦ではチームメイトの金城基泰が一塁走者の福本豊を牽制でアウトにし、史上初の0球セーブを記録。世界の盗塁王を牽制で仕留めたのでインパクトも大きいセーブとなったが、再び南海の投手が2年連続で0球セーブを記録することになった。
1982年には登板機会が減り、同年オフに自由契約となる。
1983年に横浜大洋ホエールズへ移籍するが、ここでは活躍の機会に恵まれず、同年限りで現役引退。
引退後はテレビ埼玉「ライオンズアワー/ヒットナイター」（1984年 - 1988年）・千葉テレビ「CTCダイナミックナイター」（1988年）解説者を経て、古巣・日本ハムで二軍投手コーチ（1989年 - 1994年, 1999年 - 2000年）、スカウト（1995年 - 1998年）を務めた。日本ハム退団後はマスターズリーグの東京ドリームス、福岡ドンタクズでプレーしたほか九州総合スポーツカレッジ校長及び硬式野球部総監督、日本プロ野球OBクラブ副理事長を務めた。

## 詳細情報

### 年度別投手成績
| 年 度      | 球 団         | 登 板 | 先 発 | 完 投 | 完 封 | 無 四 球 | 勝 利 | 敗 戦 | セ 丨 ブ | ホ 丨 ル ド | 勝 率 | 打 者 | 投 球 回 | 被 安 打 | 被 本 塁 打 | 与 四 球 | 敬 遠 | 与 死 球 | 奪 三 振 | 暴 投 | ボ 丨 ク | 失 点 | 自 責 点 | 防 御 率 | W H I P |
| ---------- | ------------- | ----- | ----- | ----- | ----- | -------- | ----- | ----- | -------- | ----------- | ----- | ----- | -------- | -------- | ----------- | -------- | ----- | -------- | -------- | ----- | -------- | ----- | -------- | -------- | ------- |
| 1973       | 日拓 日本ハム | 27    | 6     | 1     | 0     | 0        | 6     | 3     | --       | --          | .667  | 365   | 84.2     | 76       | 4           | 42       | 2     | 6        | 50       | 0     | 0        | 30    | 25       | 2.65     | 1.39    |
| 1974       | 日拓 日本ハム | 35    | 7     | 0     | 0     | 0        | 4     | 8     | 0        | --          | .333  | 342   | 76.1     | 87       | 10          | 26       | 0     | 4        | 30       | 0     | 0        | 50    | 47       | 5.57     | 1.48    |
| 1975       | 日拓 日本ハム | 17    | 1     | 0     | 0     | 0        | 1     | 2     | 1        | --          | .333  | 140   | 29.1     | 37       | 2           | 18       | 1     | 4        | 18       | 2     | 0        | 18    | 16       | 4.97     | 1.88    |
| 1976       | 日拓 日本ハム | 20    | 0     | 0     | 0     | 0        | 1     | 0     | 0        | --          | 1.000 | 223   | 53.2     | 44       | 10          | 21       | 1     | 4        | 32       | 1     | 0        | 22    | 22       | 3.67     | 1.21    |
| 1977       | 日拓 日本ハム | 9     | 3     | 0     | 0     | 0        | 1     | 0     | 0        | --          | 1.000 | 86    | 18.2     | 25       | 4           | 8        | 0     | 2        | 11       | 1     | 0        | 13    | 12       | 5.68     | 1.77    |
| 1978       | ヤクルト      | 22    | 1     | 0     | 0     | 0        | 0     | 1     | 0        | --          | .000  | 173   | 36.2     | 47       | 8           | 21       | 2     | 2        | 17       | 2     | 0        | 30    | 30       | 7.30     | 1.85    |
| 1979       | ヤクルト      | 4     | 0     | 0     | 0     | 0        | 0     | 1     | 0        | --          | .000  | 24    | 5.1      | 5        | 0           | 3        | 0     | 1        | 6        | 0     | 0        | 2     | 2        | 3.60     | 1.50    |
| 1980       | 南海          | 42    | 0     | 0     | 0     | 0        | 3     | 2     | 2        | --          | .600  | 352   | 81.2     | 87       | 12          | 30       | 0     | 2        | 29       | 1     | 0        | 51    | 50       | 5.49     | 1.43    |
| 1981       | 南海          | 28    | 1     | 0     | 0     | 0        | 1     | 4     | 2        | --          | .200  | 225   | 49.0     | 60       | 8           | 23       | 4     | 2        | 15       | 0     | 0        | 30    | 28       | 5.14     | 1.69    |
| 1982       | 南海          | 5     | 0     | 0     | 0     | 0        | 0     | 0     | 0        | --          | ----  | 42    | 9.0      | 13       | 3           | 5        | 1     | 0        | 2        | 0     | 0        | 11    | 11       | 11.00    | 2.00    |
| 1983       | 大洋          | 3     | 0     | 0     | 0     | 0        | 0     | 0     | 0        | --          | ----  | 21    | 4.1      | 8        | 0           | 1        | 0     | 0        | 1        | 0     | 0        | 3     | 3        | 6.23     | 2.08    |
| 通算：11年 | 通算：11年    | 212   | 19    | 1     | 0     | 0        | 17    | 21    | 5        | --          | .447  | 1993  | 448.2    | 489      | 61          | 198      | 11    | 27       | 211      | 7     | 0        | 260   | 246      | 4.93     | 1.59    |

- 日拓（日拓ホームフライヤーズ）は、1974年に日本ハム（日本ハムファイターズ）に球団名を変更

### 記録
- 初登板：1973年7月1日、対阪急ブレーブス前期13回戦（後楽園球場）、6回表から救援登板、4回無失点
- 初先発・初勝利・初完投勝利：1973年7月12日、対ロッテオリオンズ前期13回戦（神宮球場）、9回1失点
- 初セーブ：1975年4月20日、ロッテオリオンズ前期6回戦（川崎球場）、5回2死から救援登板、3回1/3を無失点

### 背番号
- 26 （1973年 - 1977年）
- 16 （1978年 - 1979年）
- 40 （1980年 - 1981年）
- 13 （1982年）
- 61 （1983年）
- 77 （1989年 - 1994年、1999年）
- 88 （2000年）